# Comuna Verești, Suceava
Verești este o comună în județul Suceava, Moldova, România, formată din satele Bursuceni, Corocăiești, Hancea și Verești (reședința). Satul Verești este nod de cale ferată, aici făcându-se legătura cu orașul Botoșani.
Aici a funcționat până în jurul anilor 1992-1993 o topitorie de cânepă, o fabrica de nutrețuri combinate, o întreprindere de creștere a porcilor, o gospodărie agricolă de stat în care se creșteau vaci și păsări și o balastieră, unități în care lucra o parte importantă din populația localității și din comunele învecinate. Pământurile comunei, foarte roditoare, au dat randament bun în culturile de cartof și de sfeclă de zahăr. Fiind așezată între râurile Suceava și Siret atât în trecut, cât și în prezent se cultivă intens zarzavaturi, mai ales în satele Corocăiești și Bursuceni, sate în care creșterea animalelor (vaci, porci, oi) a rămas, de asemenea, o ocupație importantă. Fiind situată aproape de orașul Suceava, școala a beneficiat întotdeauna de cadre didactice specializate.
Aici există un important nod feroviar, gara Verești fiind un punct de legǎturǎ între Botoșani și restul țǎrii. Piața din Verești este consideratǎ una dintre cele mai mari piețe din județ. Duminică aici se adunǎ sute chiar mii de oameni din județ și județele limitrofe, comercializându-se de la produse alimentare, agroalimentare, animale, până la cherestea și altele.
Până la reforma administrativă din 1950 a făcut parte din județul Botoșani.

## Demografie
Componența etnică a comunei Verești
     Români (79,88%)
     Romi (9,18%)
     Alte etnii (0,06%)
     Necunoscută (10,88%)
Componența confesională a comunei Verești
     Ortodocși (71,01%)
     Penticostali (12,01%)
     Creștini după evanghelie (4,1%)
     Alte religii (1,45%)
     Necunoscută (11,43%)
Conform recensământului efectuat în 2021, populația comunei Verești se ridică la 6.343 de locuitori, în creștere față de recensământul anterior din 2011, când fuseseră înregistrați 6.289 de locuitori. Majoritatea locuitorilor sunt români (79,88%), cu o minoritate de romi (9,18%), iar pentru 10,88% nu se cunoaște apartenența etnică. Din punct de vedere confesional, majoritatea locuitorilor sunt ortodocși (71,01%), cu minorități de penticostali (12,01%) și creștini după evanghelie (4,1%), iar pentru 11,43% nu se cunoaște apartenența confesională.

## Politică și administrație
Comuna Verești este administrată de un primar și un consiliu local compus din 15 consilieri. Primarul, Dănuț Gavriliuc[*], de la Partidul Social Democrat, este în funcție din 2008. Începând cu alegerile locale din 2024, consiliul local are următoarea componență pe partide politice:
|  | Partid                          | Consilieri | Componența Consiliului | Componența Consiliului | Componența Consiliului | Componența Consiliului | Componența Consiliului | Componența Consiliului | Componența Consiliului | Componența Consiliului |
|  | ------------------------------- | ---------- | ---------------------- | ---------------------- | ---------------------- | ---------------------- | ---------------------- | ---------------------- | ---------------------- | ---------------------- |
|  | Partidul Social Democrat        | 8          |                        |                        |                        |                        |                        |                        |                        |                        |
|  | Partidul Național Liberal       | 4          |                        |                        |                        |                        |                        |                        |                        |                        |
|  | Alianța pentru Unirea Românilor | 3          |                        |                        |                        |                        |                        |                        |                        |                        |

## Imagini

Primǎria Vereşti
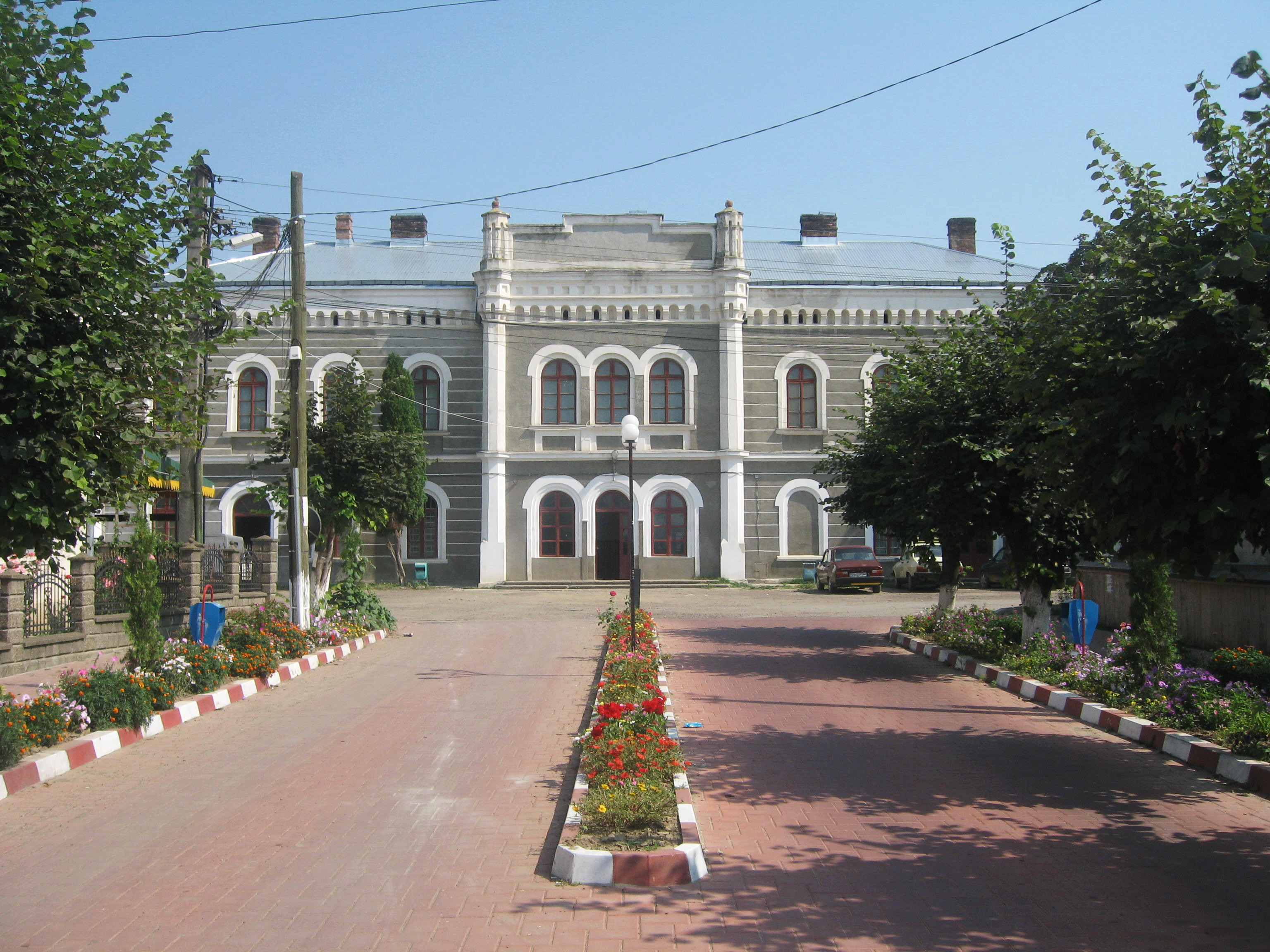
Gara din Vereşti
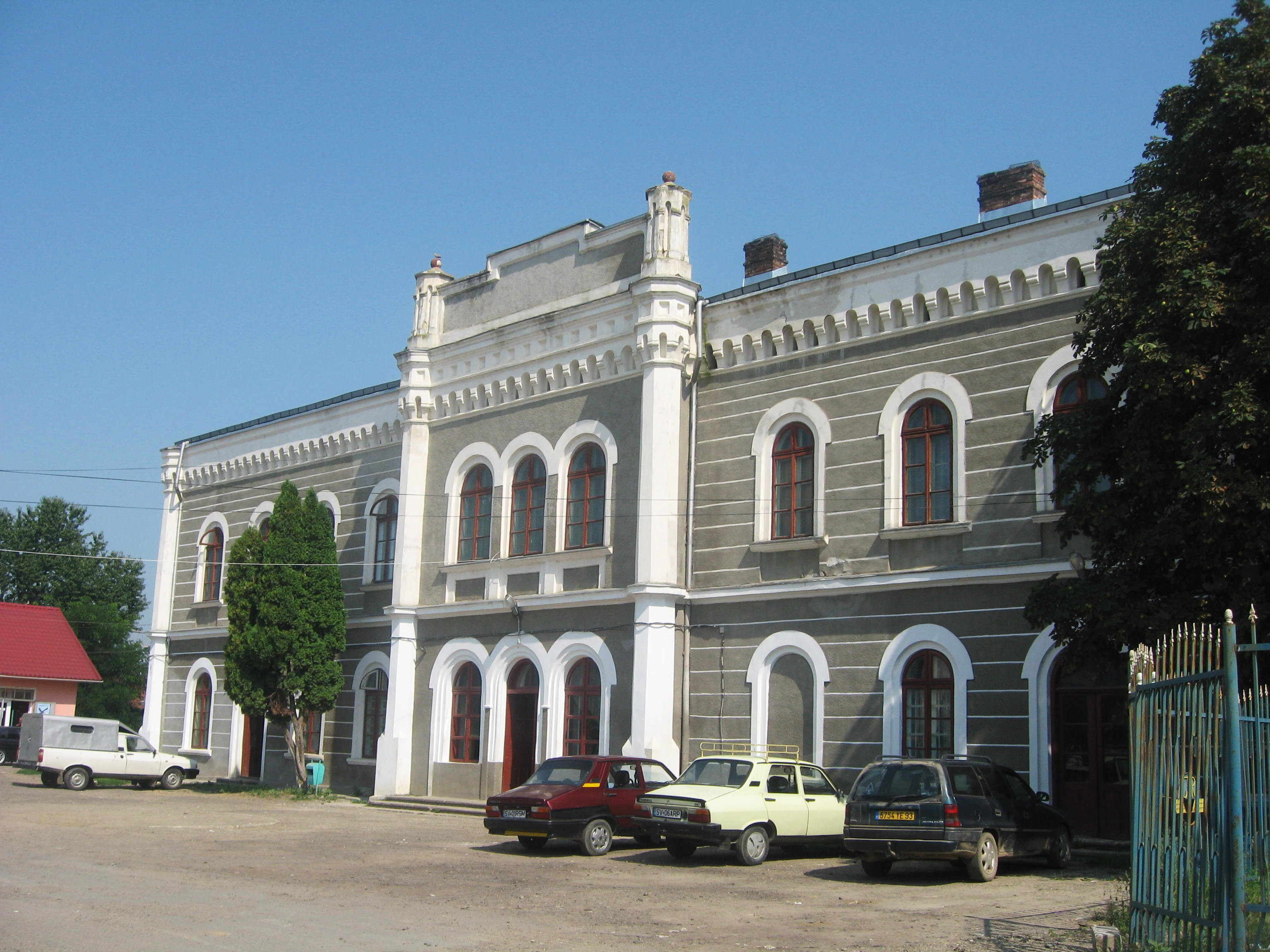
Gara din Vereşti
Monumentul eroilor din Vereşti
Piaţa Vereşti, una dintre cele mai mari din judeţ